# Börje Åberg
Karl Vilhelm Börje Åberg, född 30 maj 1911 i Stuguns församling, Jämtlands län, död 5 september 1994 i Gottsunda församling, Uppsala län, var en svensk växtfysiolog.
Han var professor i växtfysiologi vid Sveriges lantbruksuniversitet i Uppsala. Han blev 1968 ledamot av Vetenskapsakademien. Åberg är begravd på Norra begravningsplatsen utanför Stockholm.